# Hans Rotky
Hans Rotky (* 25. Juli 1879 in Prag; † 12. Juni 1965 in Viechtwang) war ein österreichisch-tschechoslowakischer Mediziner und Hochschullehrer.

## Leben und Werk
Hans Rotky studierte nach dem Schulbesuch Medizin und promovierte zum Dr. med. Bereits vor dem Ersten Weltkrieg war Rotky Assistent der Medizinischen Klinik der Deutschen Universität zu und als Privatdozent tätig. 1917 wurde ihm dort der Titel eines Universitätsprofessor verliehen. 1936 wurde er Dozent und Professor für spezielle Pathologie der inneren Krankheiten an der Deutschen Universität in Prag. Hier erlebte er 1939 die Bildung des deutschen Protektorat Böhmen und Mähren. Nach Ende des Zweiten Weltkrieges musste er die wiedergegründete Tschechoslowakei verlassen und zog in das heutige Scharnstein, woher seine Ehefrau Viktoria geborene Blumauer stammte, mit der er über 50 Jahre verheiratet war.

## Schriften (Auswahl)
- Über die Verwendbarkeit der Delphinfilter. In: Prager Medicinische Wochenschrift, 1905.
- Ein Fall von Kantharidinvergiftung. In: Prager Medicinische Wochenschrift, 1911, No. 17.
- Über Polymyositis acuta. Urban & Schwarzenberg, 1912.
- Ein Fall von Lungentuberkulose unter dem Bilde eines Herzfehlers. In: Deutsche Medizinische Wochenschrift 1911, S. 1311–1313.